# Peribaea annulata
Peribaea annulata là một loài ruồi trong họ Tachinidae.